# 間野英二
間野 英二（まの えいじ、1939年2月7日 - ）は、日本の東洋史学者。学位は、文学博士（京都大学・論文博士・1986年）（学位論文「14-16世紀中央アジア史研究」）。京都大学名誉教授。日本学士院会員。

## 来歴・人物
愛知県生まれ。1961年に京都大学文学部史学科東洋史専攻を卒業、1966年同大学院文学研究科博士課程単位取得退学。
1968年～72年の大阪大学文学部助手、1969年～72年のハーバード大学大学院留学を経て、1972年京都大学文学部西南アジア史学専攻助教授、1986年教授。同年「14-16世紀中央アジア史研究」で京都大学より文学博士の学位を取得。
1996年～1998年に史学研究会理事長、2001年～02年に東洋史研究会会長を歴任。2003年に京大を定年退官し、名誉教授。2004年、龍谷大学教授。同年、『バーブルとその時代』（『バーブル・ナーマの研究』4巻）で日本学士院賞受賞。
2014年日本学士院会員。

## 研究
ムガル帝国創設者バーブルの回想録『バーブル・ナーマ』を校訂・翻訳。

## 著書

### 単著
- 『新書東洋史8 中央アジアの歴史』講談社現代新書 1977
- 『バーブル・ナーマの研究』全4巻 松香堂 1995-2001
- 『バーブル ムガル帝国の創設者』山川出版社・世界史リブレット 2013

訳・注解
- 『バーブル・ナーマ　ムガル帝国創設者の回想録』全3巻 平凡社東洋文庫 2014-2015
- グルバダン・ベギム[5]『フマーユーン・ナーマ　ムガル帝国皇帝バーブルとフマーユーンについての回想録』平凡社東洋文庫 2023

### 共編著
- 『西域 世界の歴史 10』河出書房新社 1969、新装版1974 
  - 『西域 世界の歴史 10』河出文庫 1989 - 編者代表は羽田明、他に山田信夫・小谷仲男共著
- 『地域からの世界史 内陸アジア』堀直、中見立夫、小松久男共著 朝日新聞社 1992
- 『アジアの歴史と文化 8 中央アジア史』編著（責任編集）同朋舎 1999
- 『アジアの歴史と文化 9 西アジア史』編著（責任編集）同朋舎 2000
- 『中央アジアの歴史・社会・文化』堀川徹共編著 放送大学教材 2004